# Suk Hyun-jun
Suk Hyun-jun (석현준?, 石鉉俊?; Chungju, 29 giugno 1991) è un calciatore sudcoreano, attaccante del Namyangju.

## Carriera

### Club
Cresce nell'Ajax con cui colleziona 3 presenze nel 2009-2010 e vince il campionato nel 2011. Nell'estate 2011 viene ceduto al Groningen con cui debutta alla prima giornata il 7 agosto nella sconfitta interna per 2-1 contro il Roda JC sostituendo Tim Matavž al minuto 85. Segna il suo primo gol il 15 ottobre nella sconfitta per 2-1 contro l'Heracles Almelo. Si ripete il 23 ottobre contro il Twente (1-1) e il 30 ottobre contro il Feyenoord mettendo a segno l'ultimo dei 6 gol al 90º. Il 19 febbraio 2012 segna una doppietta nel 3-0 contro il PSV.
Dopo essere passato nel gennaio del 2013 ai portoghesi del Maritimo e nel luglio del 2013 ai sauditi del Al-Ahli, nel giugno del 2014 firma con i portoghesi del CD National

### Nazionale
Viene convocato per le Olimpiadi 2016 in Brasile.

## Statistiche

### Presenze e reti nei club
Statistiche aggiornate al 22 maggio 2022.
| Stagione        | Squadra         | Campionato      | Campionato | Campionato | Coppe nazionali | Coppe nazionali | Coppe nazionali | Coppe europee | Coppe europee | Coppe europee | Altre coppe | Altre coppe | Altre coppe | Totale | Totale | Totale |
| Stagione        | Squadra         | Comp            | Pres       | Reti       | Comp            | Pres            | Reti            | Comp          | Pres          | Reti          | Comp        | Pres        | Reti        | Pres   | Reti   |        |
| --------------- | --------------- | --------------- | ---------- | ---------- | --------------- | --------------- | --------------- | ------------- | ------------- | ------------- | ----------- | ----------- | ----------- | ------ | ------ | ------ |
| 2009-2010       | Ajax            | ED              | 3          | 0          | CO              | 0               | 0               | UEL           | 2             | 0             | -           | -           | -           | 5      | 0      |        |
| 2010-2011       | Ajax            | ED              | 0          | 0          | CO              | 0               | 0               | UCL+UEL       | 0             | 0             | SO          | 1           | 0           | 1      | 0      |        |
| 2011-2012       | Groningen       | ED              | 20         | 5          | CO              | 0               | 0               | -             | -             | -             | -           | -           | -           | 20     | 5      |        |
| 2012-gen. 2013  | Groningen       | ED              | 7          | 0          | CO              | 1               | 0               | -             | -             | -             | -           | -           | -           | 8      | 0      |        |
| gen.-giu. 2013  | Marítimo        | PL              | 14         | 4          | CP+CdL          | 0               | 0               | -             | -             | -             | -           | -           | -           | 14     | 4      |        |
| 2013-2014       | Al-Ahli         | SPL             | 13         | 2          | KC              | 1               | 0               | ACL           | 1             | 0             | CCP         | 1           | 0           | 16     | 2      |        |
| 2014-gen. 2015  | Nacional        | PL              | 13         | 2          | CP+CdL          | 3+1             | 3+0             | UEL           | 2             | 0             | -           | -           | -           | 19     | 5      |        |
| gen.-giu. 2015  | Vitória Setúbal | PL              | 17         | 4          | CP+CdL          | 0+4             | 0+1             | -             | -             | -             | -           | -           | -           | 21     | 5      |        |
| 2015-gen. 2016  | Vitória Setúbal | PL              | 16         | 9          | CP+CdL          | 3+1             | 2+0             | -             | -             | -             | -           | -           | -           | 20     | 11     |        |
| gen.-giu. 2016  | Porto           | PL              | 9          | 1          | CP+CdL          | 1+2             | 1+0             | UEL           | 2             | 0             | -           | -           | -           | 14     | 2      |        |
| 2016-gen. 2017  | Trabzonspor     | SL              | 10         | 0          | CT              | 7               | 1               | -             | -             | -             | -           | -           | -           | 17     | 1      |        |
| feb.-mag. 2017  | Debrecen        | NB1             | 13         | 1          | CU              | 0               | 0               | -             | -             | -             | -           | -           | -           | 13     | 1      |        |
| 2017-2018       | Troyes          | L1              | 26         | 6          | CF+CdL          | 0+1             | 0               | -             | -             | -             | -           | -           | -           | 27     | 6      |        |
| ago. 2018       | Troyes          | L2              | 1          | 0          | -               | -               | -               | -             | -             | -             | -           | -           | -           | 1      | 0      |        |
| 2018-2019       | Stade Reims     | L1              | 22         | 3          | CF+CdL          | 0+1             | 0               | -             | -             | -             | -           | -           | -           | 23     | 3      |        |
| 2019-gen. 2020  | Stade Reims     | L1              | 13         | 1          | CF+CdL          | 0+3             | 0               | -             | -             | -             | -           | -           | -           | 16     | 1      |        |
| gen.-mar. 2020  | Troyes          | L2              | 5          | 2          | CF+CdL          | -               | -               | -             | -             | -             | -           | -           | -           | 5      | 2      |        |
| 2020-2021       | Troyes          | L2              | 18         | 3          | CF              | 0               | 0               |               | -             | -             |             | -           | -           | 18     | 3      |        |
| 2021-2022       | Troyes          | L1              | 9          | 0          | CF              | 1               | 0               |               | -             | -             |             | -           | -           | 10     | 0      |        |
| Totale Troyes   | Totale Troyes   | Totale Troyes   | 62         | 11         |                 | 2               | 0               |               | -             | -             |             | -           | -           | 64     | 11     |        |
| Totale carriera | Totale carriera | Totale carriera | 229        | 43         |                 | 30              | 8               |               | 7             | 0             |             | 2           | 0           | 266    | 51     |        |

### Cronologia presenze e reti in nazionale
| Cronologia completa delle presenze e delle reti in nazionale ― Corea del Sud | Cronologia completa delle presenze e delle reti in nazionale ― Corea del Sud | Cronologia completa delle presenze e delle reti in nazionale ― Corea del Sud | Cronologia completa delle presenze e delle reti in nazionale ― Corea del Sud | Cronologia completa delle presenze e delle reti in nazionale ― Corea del Sud | Cronologia completa delle presenze e delle reti in nazionale ― Corea del Sud | Cronologia completa delle presenze e delle reti in nazionale ― Corea del Sud | Cronologia completa delle presenze e delle reti in nazionale ― Corea del Sud |
| Data                                                                         | Città                                                                        | In casa                                                                      | Risultato                                                                    | Ospiti                                                                       | Competizione                                                                 | Reti                                                                         | Note                                                                         |
| ---------------------------------------------------------------------------- | ---------------------------------------------------------------------------- | ---------------------------------------------------------------------------- | ---------------------------------------------------------------------------- | ---------------------------------------------------------------------------- | ---------------------------------------------------------------------------- | ---------------------------------------------------------------------------- | ---------------------------------------------------------------------------- |
| 7-9-2010                                                                     | Seul                                                                         | Corea del Sud                                                                | 0 – 1                                                                        | Iran                                                                         | Amichevole                                                                   | -                                                                            | 78’                                                                          |
| 3-9-2015                                                                     | Hwaseong                                                                     | Corea del Sud                                                                | 8 – 0                                                                        | Laos                                                                         | Qual. Mondiali 2018                                                          | 1                                                                            | 62’                                                                          |
| 8-9-2015                                                                     | Sidone                                                                       | Libano                                                                       | 0 – 3                                                                        | Corea del Sud                                                                | Qual. Mondiali 2018                                                          | -                                                                            | 76’                                                                          |
| 8-10-2015                                                                    | Sidone                                                                       | Kuwait                                                                       | 0 – 1                                                                        | Corea del Sud                                                                | Qual. Mondiali 2018                                                          | -                                                                            | 69’ 76’                                                                      |
| 12-11-2015                                                                   | Suwon                                                                        | Corea del Sud                                                                | 4 – 0                                                                        | Birmania                                                                     | Qual. Mondiali 2018                                                          | -                                                                            | 86’                                                                          |
| 17-11-2015                                                                   | Vientiane                                                                    | Laos                                                                         | 0 – 5                                                                        | Corea del Sud                                                                | Qual. Mondiali 2018                                                          | 1                                                                            | 62’                                                                          |
| 24-3-2016                                                                    | Ansan                                                                        | Corea del Sud                                                                | 1 – 0                                                                        | Libano                                                                       | Qual. Mondiali 2018                                                          | -                                                                            | 82’                                                                          |
| 27-3-2016                                                                    | Bangkok                                                                      | Thailandia                                                                   | 0 – 1                                                                        | Corea del Sud                                                                | Amichevole                                                                   | 1                                                                            | 87’                                                                          |
| 1-6-2016                                                                     | Salisburgo                                                                   | Spagna                                                                       | 6 – 1                                                                        | Corea del Sud                                                                | Amichevole                                                                   | -                                                                            | 46’                                                                          |
| 5-6-2016                                                                     | Praga                                                                        | Rep. Ceca                                                                    | 1 – 2                                                                        | Corea del Sud                                                                | Amichevole                                                                   | 1                                                                            | 88’                                                                          |
| 6-10-2016                                                                    | Suwon                                                                        | Corea del Sud                                                                | 3 – 2                                                                        | Qatar                                                                        | Qual. Mondiali 2018                                                          | -                                                                            | 24’ 46’                                                                      |
| 12-10-2018                                                                   | Seul                                                                         | Corea del Sud                                                                | 2 – 1                                                                        | Uruguay                                                                      | Amichevole                                                                   | -                                                                            | 67’                                                                          |
| 16-10-2018                                                                   | Cheonan                                                                      | Corea del Sud                                                                | 2 – 2                                                                        | Panama                                                                       | Amichevole                                                                   | -                                                                            | 65’                                                                          |
| 17-11-2018                                                                   | Brisbane                                                                     | Australia                                                                    | 1 – 1                                                                        | Corea del Sud                                                                | Amichevole                                                                   | -                                                                            | 46’                                                                          |
| 20-11-2018                                                                   | Brisbane                                                                     | Uzbekistan                                                                   | 0 – 4                                                                        | Corea del Sud                                                                | Amichevole                                                                   | 1                                                                            | 70’                                                                          |
| Totale                                                                       |                                                                              | Presenze                                                                     | 15                                                                           |                                                                              | Reti                                                                         | 5                                                                            |                                                                              |

## Palmarès

### Club

#### Competizioni nazionali
- Coppa dei Paesi Bassi: 1

Ajax: 2009-2010
- Campionato olandese: 1

Ajax: 2010-2011
- Campionato francese di seconda divisione: 1

Troyes: 2020-2021